# Sint-Martens-Latem
Sint-Martens-Latem é um município localizado na província belga de Flandres Oriental. O município compreende as vilas de Deurle e Sint-Martens-Latem . Em 1 de Janeiro de 2006 tinha uma população de 8.280 habitantes, uma área total de 14.34 km² e uma densidade populacional de 577 habitantes por km².

## Deelgemeentes
O município é constituído por duas deelgemeentes: Deurle e Sint-Martens-Latem. A tabela abaixo tem os dados disponíveis para cada uma delas.

### Tabela
| #  | Nome               | Área | População |
| -- | ------------------ | ---- | --------- |
| I  | Sint-Martens-Latem | 8,91 |           |
| II | Deurle             | 5,43 |           |

## Mapa
- Gustave De Smet, pintor
- Constant Permeke, pintor
- Gustave Van de Woestijne, pintor
- Luc-Peter Crombé, pintor

## Evolução demográfica
- Fonte:NIS - Dados 1970=estimativa da população em 31 de Dezembro; Dados 1977= Estimativa de 1 de Janeiro
- 1977: Anexou o antigo município de Deurle (+5,43 km² e 2163 habitantes)